# Vrba
Vrba es uno de los diez pueblos que conforman el municipio de Žirovnica en la región eslovena de Alta Carniola.
De acuerdo con el censo de 2002 tiene 196 habitantes.
Es conocido por ser la cuna del poeta esloveno France Prešeren. La casa natal, dedicada desde 1939 a museo sobre la vida y la obra del poeta, es un ejemplo de las casas rurales del siglo XIX en Eslovenia.
Vrba es un ejemplo típico de pueblo alpino compacto, con un tilo centenario en el centro del mismo, alrededor del cual se pueden ver, hasta el día de hoy, dieciséis piedras. Tradicionalmente, los ancianos del pueblo se han sentado alrededor del tilo para discutir los asuntos del municipio.
La primera mención escrita del municipio data de 1247. La iglesia de San Marcos, edificada originalmente en estilo románico, fue reconstruida en estilo gótico, tiene un ábside original, las paredes interiores están decoradas con frescos de los siglos XV y XVI y dos altares barrocos; en las paredes exteriores pueden verse frescos en buen estado de conservación que representan a San Cristóbal, la Crucifixión y San Jorge combatiendo con el dragón.

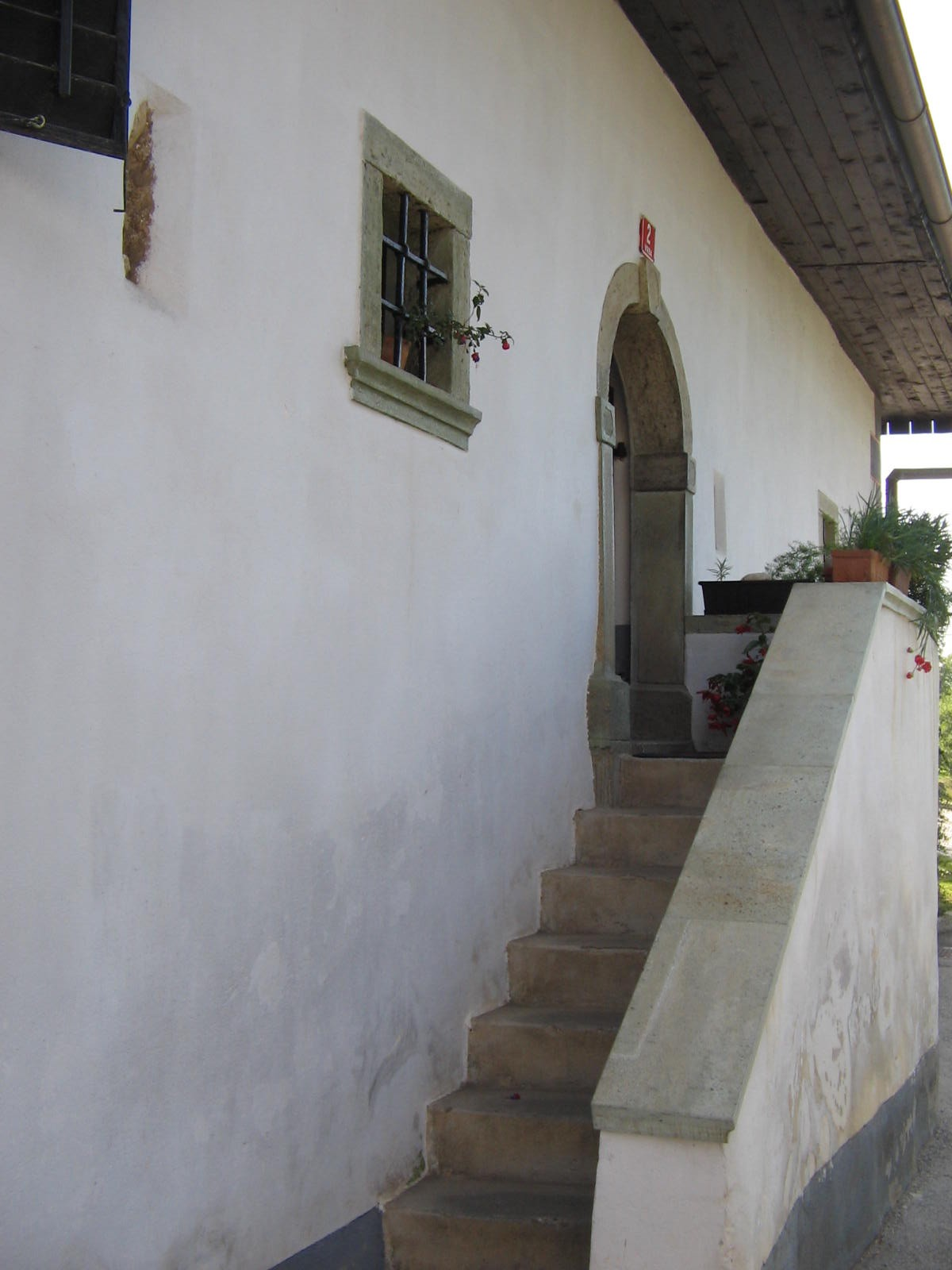
Casa natal de Prešeren
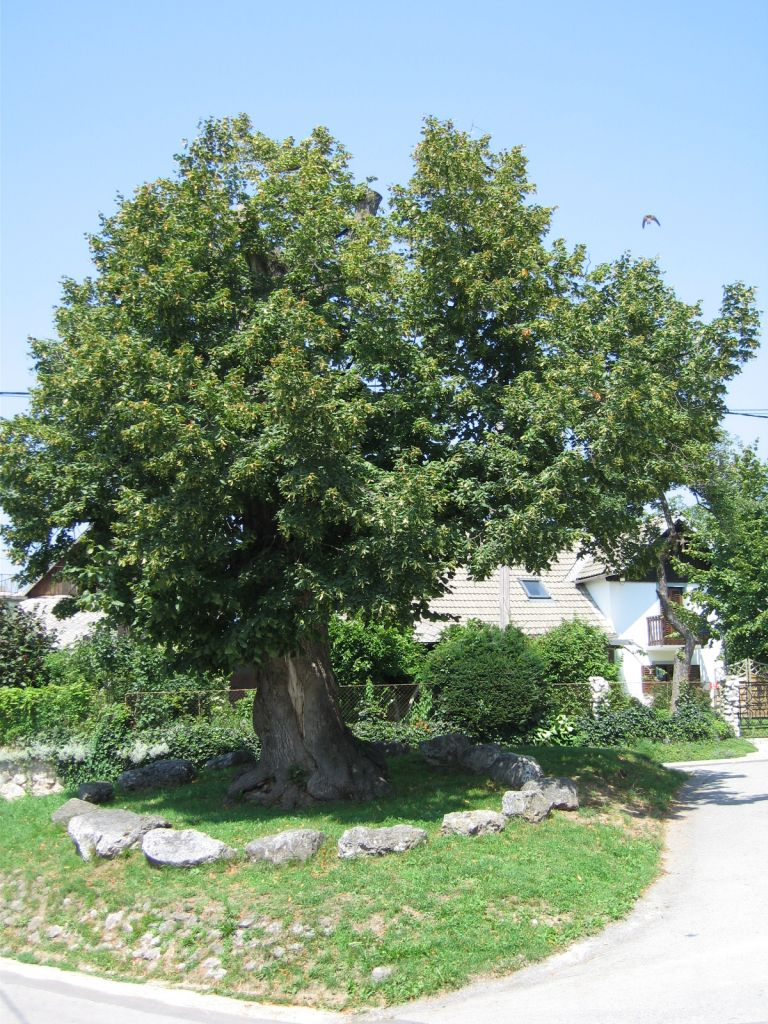
El viejo tilo con las 16 piedras
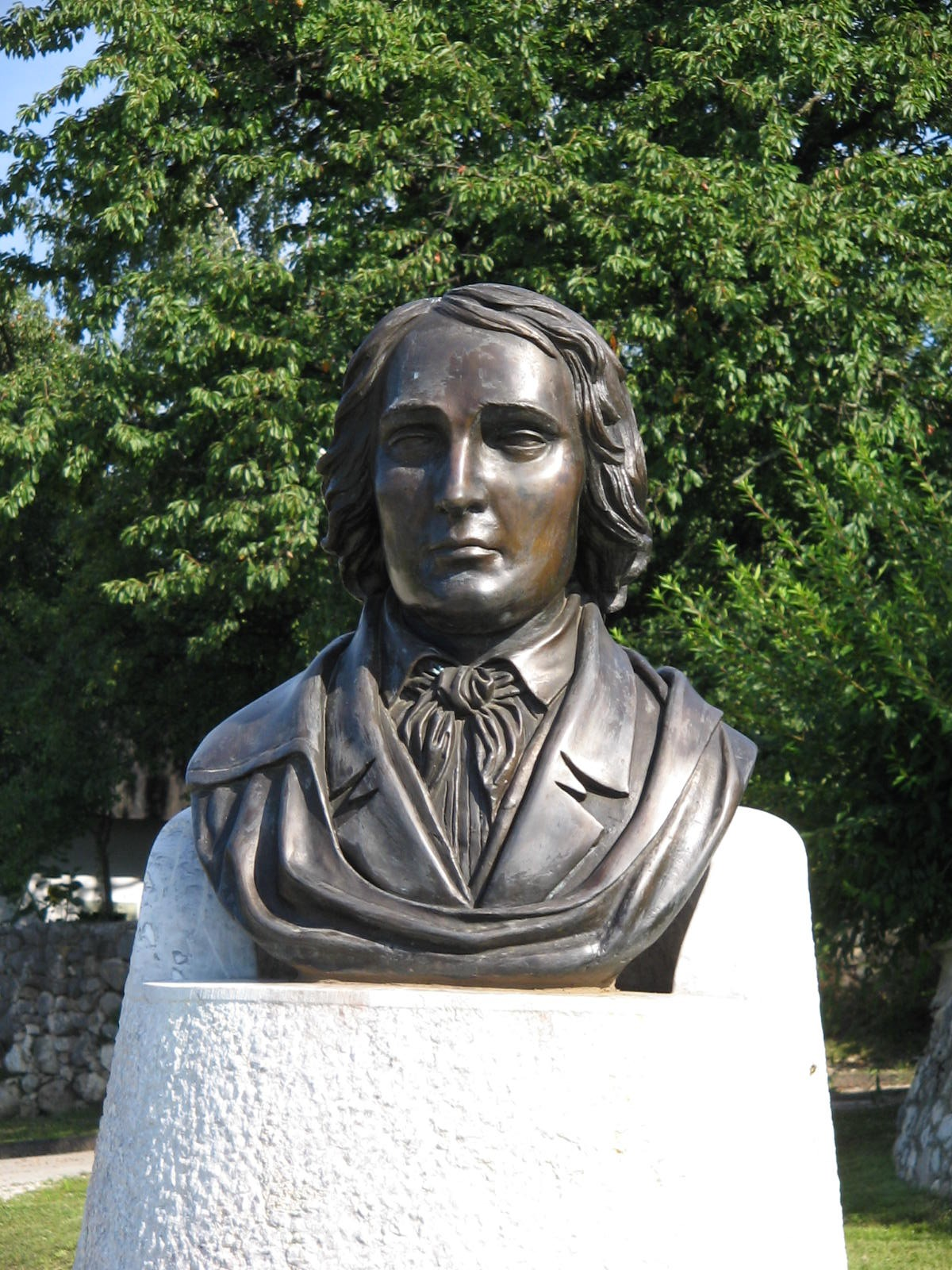
Busto de France Prešeren

- Datos: Q122649
- Multimedia: Vrba / Q122649